# Jasmine Richards
Jasmine Richards (ur. 28 czerwca 1990 w Scarborough, Kanada) – kanadyjska aktorka i piosenkarka. Znana z roli Peggy w Camp Rock.

## Filmy
- 2003: Timeblazers jako Shakira.
- 2005: Devotion jako Alice Hope.
- 2008: Princess jako Skater Girl
- 2008: Camp Rock jako Peggy
- 2010: Camp Rock 2: Wielki finał jako Peggy

## Seriale
- 2005-2007: Naturalnie, Sadie jako Margaret Browning-Levesque.
- 2007: Kink in My Hair jako Lauren w odcinku „Fass & Facety” (Sezon 1, Odcinek 2)
- 2009: Sprawa oddalona jako Tyra